# Патрік Аллен
Патрік Лінтон Аллен (англ. Patrick Linton Allen; 7 лютого 1951) — ямайський політик, релігійний діяч, генерал-губернатор Ямайки з 26 лютого 2009 року.
Протягом багатьох років займав керівні посади в організаціях Церкви адвентистів сьомого дня на Ямайці. Став генерал-губернатором замість Кеннета Холла, що покинув пост через проблеми зі здоров'ям.

## Ранні роки
Патрік Лінтон Аллен народився у Фрутфул Вейл, що на сході Ямайки, 7 лютого 1951 року. Він був четвертою дитиною із п'яти дітей фермера Фердінанда Аллена і його дружини домогосподарки Крістіани Аллен (née Grant).